# Ac cu gămălie

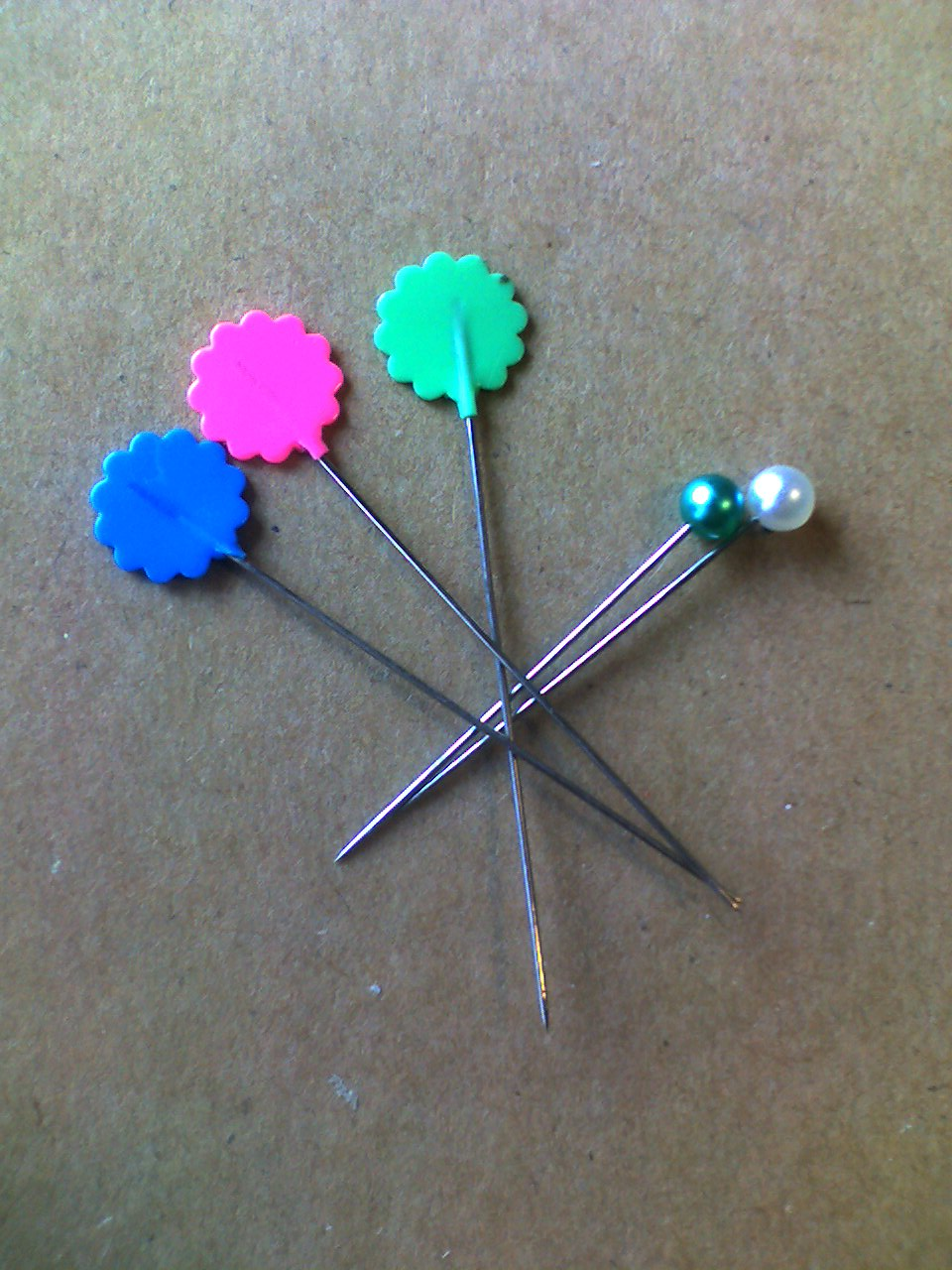
Diferite tipuri de ace

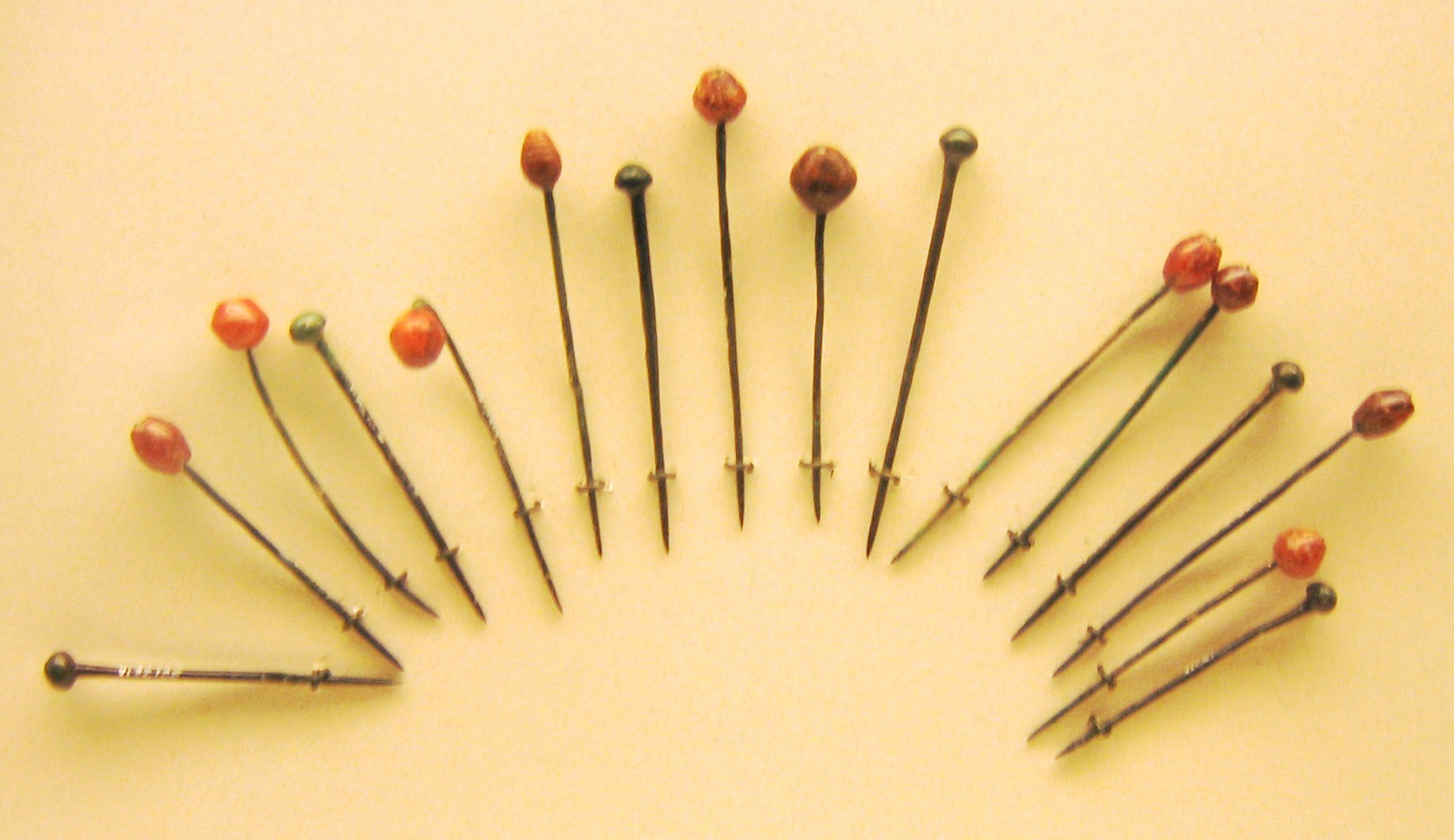
Ace de păr (circa 600 î.Hr.)

Acul cu gămălie este un tip de ac, dotat cu o gămălie la capăt, utilizat pentru fixarea între ele a unor foi de hârtie, de materiale de croitorie, folii de plastic, etc. Acele cu gămălie sunt cunoscute și sub denumirea de bolduri. Există și ace care au gămălia mai mare și confecționată din material plastic color.    